# Francisco Javier Cobos
Francisco Javier Cobos Rodríguez (Granada, 1831-Granada, 1909) fue un periodista, pedagogo, cronista y escritor español.

## Biografía
Nació en 1831 en Granada. Periodista, pedagogo y autor dramático, fundó y dirigió los periódicos El Porvenir de Granada, La Lealtad, La Correspondencia de Granada, La Familia y El Profesorado. Fue cronista de Granada desde 1866. Como pedagogo fue autor de más de veinte obras didácticas, entre ellas una Teoría de la lectura, que fue el primer libro de su género publicado en España. Perteneció a la famosa “Cuerda granadina”. Cobos, que también cultivó la poesía, publicó tres volúmenes de versos. Entre sus publicaciones se encontraron novelas como Andrés, Quién siembra vientos y Un drama contemporáneo, la obra de poesía Cantos religiosos y las obras teatrales Luchar contra el destino, Deudas pagadas, Justicia de Dios, Odio de raza, Fausto. La redención de la culpa y Un problema social. Falleció en 1909 en Granada.